# Özlem Cekic

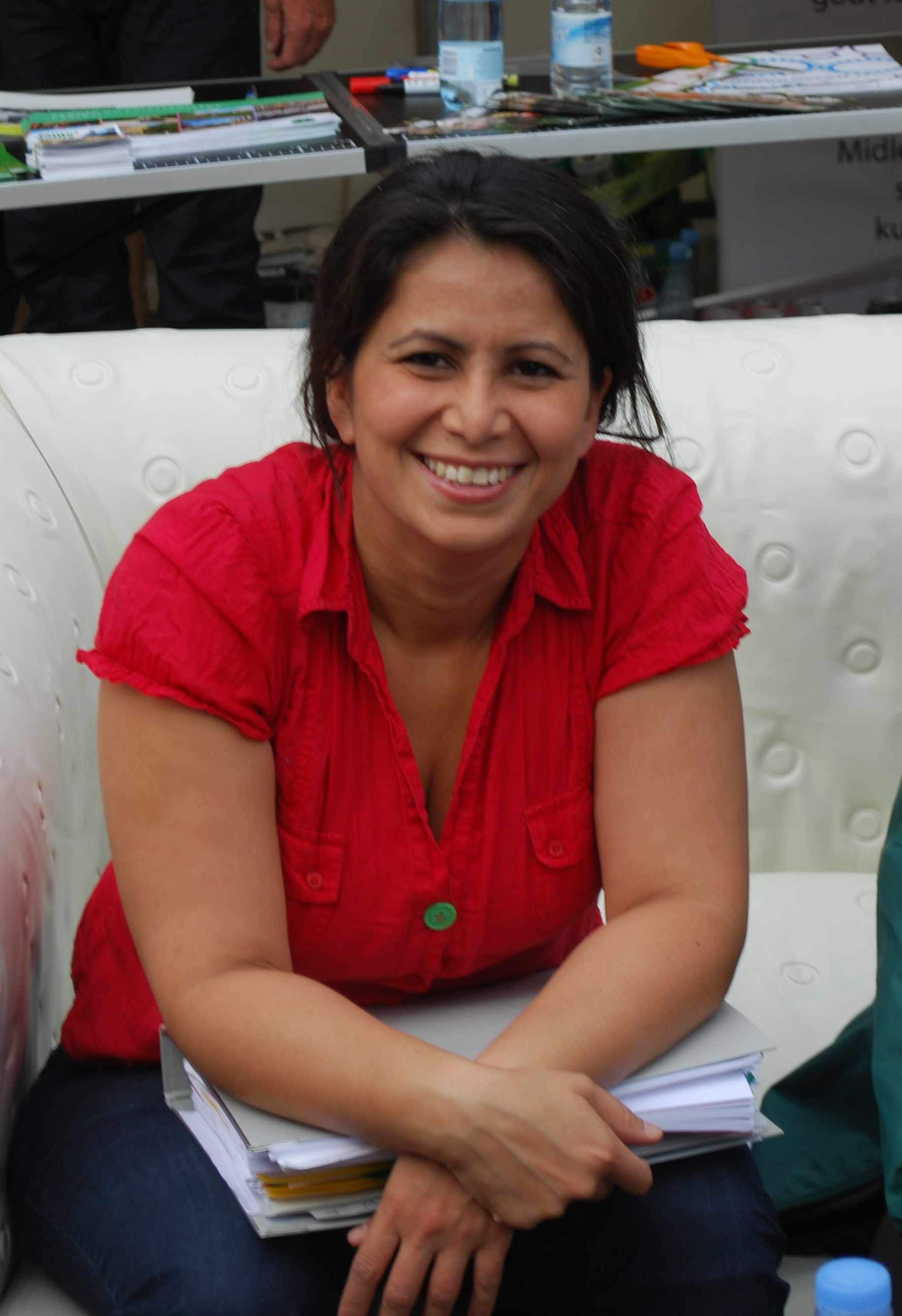
Özlem Sara Cekic (2011)

Özlem Sara Cekic (* 7. Mai 1976 in Ankara, Türkei) ist eine  kurdisch-dänische ehemalige Politikerin. Vom 13. November 2007 bis zum 18. Juni 2015 war sie Abgeordnete der Partei Socialistisk Folkeparti im dänischen Parlament Folketing. Dabei war sie die erste gewählte Abgeordnete mit nicht-dänischen Wurzeln. Vor ihrer politischen Karriere hatte sie mehrere Jahre als ausgebildete Krankenpflegerin in der Kinder- und Jugendpsychiatrie des Rigshospital in Kopenhagen gearbeitet.
Während ihrer Zeit als Abgeordnete veröffentlichte sie 2009 ihre Autobiographie Fra Føtex til Folketinget (etwa: „Vom Supermarkt ins Parlament“). In einem TED talk erklärte sie 2018 ihr Konzept des „Dialogkaffees“. Dabei berichtete sie von ihren Erfahrungen, Menschen, die ihr Hassbotschaften geschickt hatten, zu einem Gespräch zu treffen („Why I have coffee with people who send me hate mail“).